# Binaural (álbum)
Binaural es el sexto álbum de estudio de la banda estadounidense Pearl Jam, lanzado el 16 de mayo del año 2000. Es el primer disco de estudio de Matt Cameron, exbaterista de Soundgarden, tras la salida de Jack Irons. El nombre del disco proviene del hecho de que muchas de las canciones de este álbum fueron grabadas usando la técnica de grabación Binaural.
La portada muestra una imagen de la nebulosa 'reloj de arena', MyCn 18.
Es en la gira de promoción de este álbum cuando la banda decide lanzar a la venta los bootlegs "oficiales" de cada uno de sus conciertos. Publican la cantidad de 72 discos dobles que cubren la gira Europea y Norteamericana del grupo.

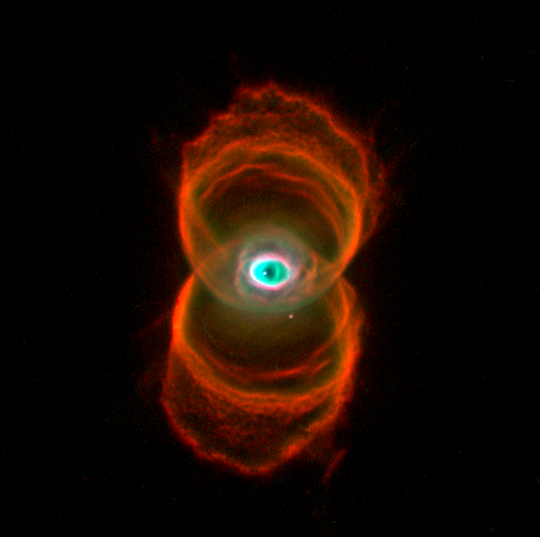
Fotografía de la nebulosa MyCn 18 tomada desde el Telescopio espacial Hubble. Esta imagen fue usada por el grupo para ilustrar la portada de este álbum

## Canciones
Toda la información está tomada de Allmusic.
1. «Breakerfall (Vedder) – 2:19
2. «God's Dice» (Ament) – 2:26
3. «Evacuation» (Cameron, Vedder) – 2:56
4. «Light Years» (Gossard, McCready, Vedder) – 5:06
5. «Nothing As It Seems» (Ament) – 5:22 *
6. «Thin Air» (Gossard) – 3:32
7. «Insignificance» (Vedder) – 4:28
8. «Of the Girl» (Gossard) – 5:07 *
9. «Grievance» (Vedder) – 3:14
10. «Rival» (Gossard) – 3:38 *
11. «Sleight of Hand» (Ament, Vedder) – 4:47 *
12. «Soon Forget» (Vedder) – 1:46 *
13. «Parting Ways» (Vedder) – 7:17
  - Contiene la pista oculta «Writer's Block»

- Las canciones marcadas con asterisco (*) denotan el uso de técnicas de grabación binaural.

### Lista original de canciones
Cuando se realizó por primera vez la lista de canciones de Binaural a finales de marzo de 2000, éste era diferente de la versión final. Algunas canciones que se incluían originalmente fueron desechadas y no se lanzarían hasta la aparición de la recopilación Lost Dogs, mientras que la canción "Gods' Dice" fue agregada a la lista definitiva. El orden original de las canciones era:
1. «Breakerfall»
2. «Insignificance»
3. «Evacuation»
4. «Letter to the Dead»
  - Renombrada después como «Sad»
5. «Rival»
6. «Grievance»
7. «Light Years»
8. «Of the Girl»
9. «Thin Air»
10. «Nothing As It Seems»
11. «Fatal»
12. «Sleight of Hand»
13. «Soon Forget»
14. «In the Moonlight»
15. «Parting Ways»
16. «Education»

En negrita las canciones eliminadas.

## Sencillos
- Nothing as it Seems (2000)
- Light Years (2000)

## Créditos
Toda la información está tomada de All Music Guide.

### Pearl Jam
- Jeff Ament – Bajo
- Matt Cameron – Batería
- Stone Gossard – Guitarra
- Mike McCready – Guitarra
- Eddie Vedder – Guitarra, voz, Ukelele

### Músicos adicionales
- April Cameron – Viola
- Justine Foy – Chelo
- Mitchell Froom – Teclados, Armónica
- Pete Thomas – Percusión
- Wendy Melvoin – Percusiones
- Dakota – Ladridos

### Personal adicional
- Productor - Tchad Blake, Pearl Jam
- Mezcla de audio - Brendan O'Brien y Tchad Blake
- Ingenieros de Sonido - Matt Bayles, Ashley Stubbert, Adam Samuels
- Portada frontal - R. Sahai, J. Trauger, equipo científico WFPC2, NASA
- Portada interior - R. O'Dell, K.P. Handron, NASA
- Portada del cuadernilo - J. Hester, P. Scowen, NASA
- Concepto del álbum - Jerome Turner
- Fotografía (interiores) - Jeff Ament
- Retratos - Tchad Blake
- Asistencia con las fotografías de la NASA - Liz Burns

## Posición en listas
Toda la información está tomada de varias fuentes.

### Álbum
| Año  | Listas                                     | Posiciones |
| ---- | ------------------------------------------ | ---------- |
| 2000 | Lista oficial de álbumes en Australia      | 1          |
| 2000 | Lista oficial de álbumes en Nueva Zelanda  | 1          |
| 2000 | The Billboard 200                          | 2          |
| 2000 | Top Canadian Albums                        | 2          |
| 2000 | Top Internet Albums                        | 2          |
| 2000 | Lista oficial de álbumes en Alemania       | 4          |
| 2000 | Lista oficial de álbumes en el Reino Unido | 5          |
| 2000 | Lista oficial de álbumes en Irlanda        | 6          |

### Sencillos
| Año  | Sencillo              | Lista                                        | Posición |
| ---- | --------------------- | -------------------------------------------- | -------- |
| 2000 | «Nothing As It Seems» | Lista oficial de sencillos en Canadá         | 1        |
| 2000 | «Nothing As It Seems» | Lista oficial de sencillos en Australia      | 7        |
| 2000 | «Nothing As It Seems» | Lista oficial de sencillos en el Reino Unido | 22       |
| 2000 | «Nothing As It Seems» | Lista oficial de sencillos en Irlanda        | 27       |
| 2000 | «Nothing As It Seems» | Lista oficial de sencillos en Nueva Zelanda  | 42       |
| 2000 | «Nothing As It Seems» | The Billboard Hot 100                        | 49       |
| 2000 | «Nothing As It Seems» | Mainstream Rock Tracks en Estados Unidos     | 3        |
| 2000 | «Nothing As It Seems» | Modern Rock Tracks en Estados Unidos         | 10       |
| 2000 | «Nothing As It Seems» | Lista oficial de sencillos en Alemania       | 98       |
| 2000 | «Light Years»         | Lista oficial de sencillos en Canadá         | 13       |
| 2000 | «Light Years»         | Mainstream Rock Tracks                       | 17       |
| 2000 | «Light Years»         | Modern Rock Tracks                           | 26       |
| 2000 | «Light Years»         | Lista oficial de sencillos en el Reino Unido | 52       |